# 1022 Олімпіада
1022 Олімпіада (1022 Olympiada) — астероїд головного поясу, відкритий 23 червня 1924 року.
Тіссеранів параметр щодо Юпітера — 3,205.